# Palmira de Hidalgo
Palmira de Hidalgo är en ort i Mexiko.   Den ligger i kommunen Misantla och delstaten Veracruz, i den sydöstra delen av landet, 240 km öster om huvudstaden Mexico City. Palmira de Hidalgo ligger 143 meter över havet och antalet invånare är 236.
Terrängen runt Palmira de Hidalgo är kuperad åt sydost, men åt nordväst är den platt. Terrängen runt Palmira de Hidalgo sluttar norrut. Runt Palmira de Hidalgo är det ganska tätbefolkat, med 144 invånare per kvadratkilometer. Närmaste större samhälle är Martínez de la Torre, 13,5 km väster om Palmira de Hidalgo. Omgivningarna runt Palmira de Hidalgo är en mosaik av jordbruksmark och naturlig växtlighet.